# برمن (اوهایو)
برمن (به انگلیسی: Bremen) یک روستا در ایالات متحده آمریکا است که در شهرستان فیرفیلد، اوهایو واقع شده‌است. برمن ۲٫۲۳ کیلومتر مربع مساحت و ۱٬۴۲۵ نفر جمعیت دارد و ۲۳۴ متر بالاتر از سطح دریا واقع شده‌است.